# Peter Mitzscherling
Peter Mitzscherling (* 14. Dezember 1928 in Löbau; † 28. Dezember 1996 in Berlin) war ein deutscher Diplom-Kaufmann und Politiker (SPD). Er wirkte unter anderem als Senatsdirektor und ab 1980 als Mitglied des Bundestages.

## Beruflicher Werdegang
Nach dem Abitur im Jahre 1947 in Radeberg studierte Mitzscherling Volkswirtschaften an der Humboldt-Universität Berlin, brach aber nach zwei Semestern ab, um 1955 sein Studium der Volkswirtschaft und Betriebswirtschaft an der TU Berlin weiterzuführen und 1959 mit der Diplomprüfung (Dipl.-Kfm.) abzuschließen. 1967 erfolgte seine Promotion zum Dr. rer. pol.

## Berufstätigkeit
Berufstätig war Mitzscherling unter anderem bei der Sozialversicherung Berlin (BAV, KVA und AOK) (von 1948 bis 1960) und als wissenschaftlicher Mitarbeiter beim Deutschen Institut für Wirtschaftsforschung (DIW) in Berlin (1961–1974), wo er ab 1967 die Abteilung DDR und östliche Industrieländer leitete.

## Politische Ämter
Im Jahr 1974 wurde das SPD-Mitglied Mitzscherling zum Senatsdirektor (Staatssekretär) für Arbeit in Berlin beim Senator für Arbeit und Soziales (1974–1980) berufen und blieb dies bis 1980.
1980 wurde Mitzscherling in den Bundestag gewählt.
Dort war er unter anderem Vorsitzender des Beirats für handelspolitische Vereinbarungen (1983), stellvertretender Vorsitzender vom Arbeitskreis Wirtschaftspolitik der SPD-Fraktion und Vorsitzender des Unterausschusses Außenwirtschafts- und Handelspolitik (1987).

## Öffentliche Ämter
Nach Walter Mompers Wahlsieg am 29. Januar 1989 wurde er zum Senator für Wirtschaft berufen, übte dieses Amt jedoch nur bis zur Neuwahl im Januar 1991 aus.

## Familie

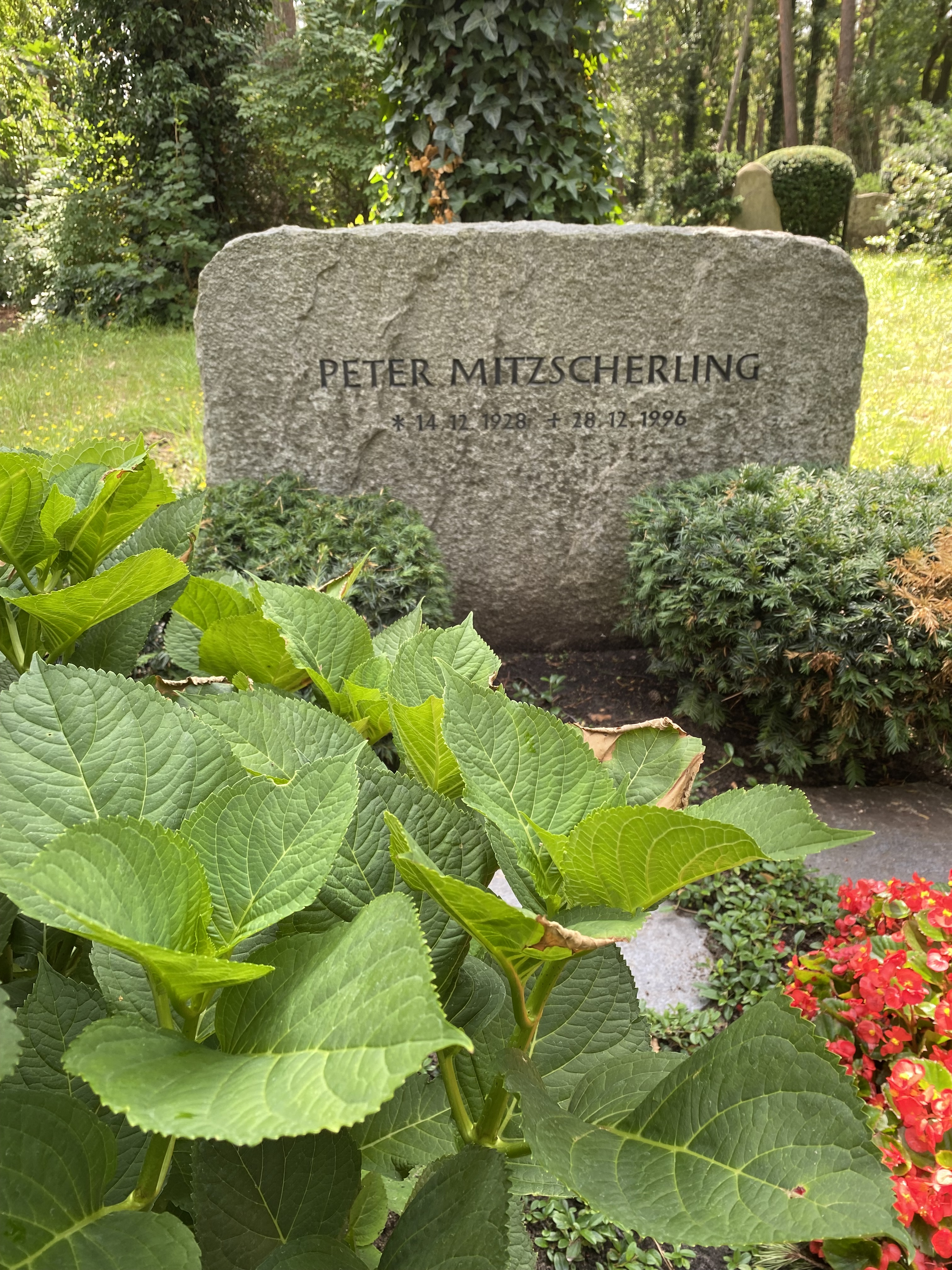
Grabstätte auf dem Waldfriedhof Zehlendorf

Mitzscherling wurde in der sächsischen Oberlausitz geboren. Er lebte in Berlin im Bezirk Zehlendorf, war verheiratet mit Gisela Mitzscherling, geborene Richter, und hatte zwei Kinder (Ulrich und Ulrike). Sein Grab befindet sich auf dem Waldfriedhof Zehlendorf.

## Veröffentlichungen
- Soziale Sicherheit in der DDR. 1968.
- Sozialpolitik im geteilten Deutschland. 1971.
- Zweimal deutsche Sozialpolitik. 1978.